# Tenório Cavalcanti
Natalício Tenório Cavalcante de Albuquerque (Palmeira dos Índios, 27 de setembro de 1906 — Duque de Caxias, 5 de maio de 1987) conhecido como o "Homem da Capa Preta" ou Tenório Cavalcanti,  foi um advogado e político brasileiro com base eleitoral no estado do Rio de Janeiro. Possuía um estilo político agressivo, muitas vezes violento, o que lhe rendeu uma aura de mito. Foi vereador do município de Nova Iguaçu (RJ), deputado estadual e deputado federal do estado do Rio de Janeiro, tendo disputado também as eleições para governador do Rio de Janeiro e do antigo estado da Guanabara. Sua vida inspirou o filme O Homem da Capa Preta, dirigido em 1986 por Sérgio Rezende, e estrelado por José Wilker.

## Biografia
Filho de Antônio Tenório Januário Cavalcanti de Albuquerque e de Maria Cavalcanti de Albuquerque. Seu primo Joaquim Tenório Cavalcanti foi vereador e prefeito de Duque de Caxias.
Seu nome, Natalício, foi uma homenagem ao padrinho, Natalício Camboim de Vasconcelos, que foi industrial em Alagoas e deputado federal pelo mesmo estado de 1909 a 1926. Era sobrinho do Coronel Felino Tenório de Albuquerque, também alagoano.
Nascido em Alagoas, sua infância fora humilde, na maior parte passada no sertão nordestino, marcado pela violência ao ver seu pai ser assassinado.
Mudou-se ainda jovem com 19 anos para o Estado do Rio de Janeiro, fixando-se no atual município de Duque de Caxias, na época então distrito de Nova Iguaçu, no fim dos anos vinte. Na época, Duque de Caxias era apenas uma região cruzada por ruas de terra batida. Habitada principalmente por migrantes nordestinos, a maior parte da região era desprovida de qualquer infraestrutura ou saneamento básico, e formada por loteamentos pantanosos.

### Vida política
Seria naquela região, a Baixada Fluminense, que Cavalcanti garantiria seu poder político. Em 1936, através de Getúlio de Moura, então político de grande influência local (e mais tarde seu adversário político regional), ingressou na União Progressista Fluminense e foi eleito vereador de Nova Iguaçu. Foi vereador até novembro de 1937, quando o Estado Novo fechou as casas do poder legislativo no país.
Como deputado estadual, providenciou diversas melhorias para a população local, buscando  também instalar os dezenas de milhares de migrantes nordestinos que vinham diariamente para o Rio de Janeiro em busca de condições melhores de vida. Suas obras políticas renderam-lhe muitos aliados e eleitores pelas favelas de Caxias (principalmente do bairro Santo Antônio, popularmente conhecido como Pantanal), apoio este que o levaria a ser eleito deputado federal.
Pelos cabos eleitorais, Cavalcanti fora conhecido como "O Rei da Baixada"; pelos rivais, era tachado de "O Deputado Pistoleiro". Devido aos constantes riscos de morte, Tenório e sua família habitavam uma fortaleza na Baixada Fluminense. No entanto, jamais se recusava em caminhar pelas ruas do gueto, andando sempre armado e acompanhado de capangas.
As aspirações e os planos políticos de Cavalcanti chocavam-se violentamente com o das elites de Duque de Caxias. Isso lhe rendeu diversos desafetos, muitos dos quais culminaram em atentados à vida dele e à de seus familiares e aliados. Em casos como estes, Cavalcanti mandava matar quem o desafiasse. Um destes fora o delegado paulista Albino Imparato, convocado às pressas, a pedido do então presidente Getúlio Vargas, em prol da elite de Caxias, para que impedisse o escalonamento do despotismo e da agressividade do Homem da Capa Preta. Com a chegada de Albino, Cavalcanti e seus aliados foram perseguidos de forma implacável. Albino e sua família foram alvo de ameaças por parte de Cavalcanti, mas reagiu: a casa de Cavalcanti foi metralhada, seus familiares ameaçados e alguns de seus comparsas assassinados.

Tenório Cavalcanti usando a sua famosa capa preta.

No dia 28 de agosto de 1953, o delegado Imparato foi metralhado em frente a sua residência, no centro da cidade. A mãe do delegado foi uma das testemunhas do crime, que despertou a atenção nacional. As investigações comprovaram a participação direta de Cavalcanti no crime. As duas residências do homem da capa preta (a fortaleza de Caxias e um apartamento em Copacabana) foram cercadas por policiais fortemente armados. Com a intervenção de alguns nomes políticos de peso da época, o cerco foi desfeito. Intervieram Nereu Ramos, presidente da Câmara, Osvaldo Aranha, ex-ministro da Fazenda, e Afonso Arinos, então deputado e futuro senador, que foram a Caxias especialmente para defender o aliado.
No ano seguinte, em 1954, fundou o jornal Luta Democrática, que usaria como ferramenta de propaganda política, especialmente para atacar desafetos e adversários, entre eles Getúlio Vargas. O jornal, de forte apelo sensacionalista, chegou a ser o terceiro maior do Rio de Janeiro nos anos 60.
Tenório andava sempre ao lado de sua "Lurdinha", uma submetralhadora MP-40, modelo utilizado por soldados nazistas durante a Segunda Guerra Mundial, que ganhou de presente do general Góis Monteiro. Supõe-se que este nome fora dado em homenagem à menina Maria de Lourdes, filha de seu grande amigo alagoano, de Maceió, o ex-padre Pedro Gomes Bonfim.

### Crepúsculo e morte
Candidatou-se para o cargo de governador da Guanabara em 1960 pelo Partido Social Trabalhista, mas perdeu as eleições para Carlos Lacerda. Candidatou-se a governador do Estado do Rio de Janeiro em 1962, perdendo para Badger da Silveira. Estes fatos, somado às pressões cada vez mais fortes das elites de Caxias, solaparam o poder de Cavalcanti, que lentamente cairia no esquecimento. Antes disso, protagonizaria um dos episódios mais tensos da história política brasileira.
Na ocasião, Cavalcanti, ainda no mandato de deputado federal, discursava na Câmara dos Deputados. No discurso, acusava o então presidente do Banco do Brasil, Clemente Mariani, de desvio de verbas. Antônio Carlos Magalhães, o "ACM", então deputado e baiano como Mariani, defendera o conterrâneo respondendo que "Vossa Excelência pode dizer isso e mais coisas, mas na verdade o que Vossa Excelência é mesmo, é um protetor do jogo e do lenocínio, porque é um ladrão".
Tenório Cavalcanti, então, sacou o seu revólver e berrou: "Vai morrer agora mesmo!". Alguns dos membros da Câmara Federal correram para tentar impedir o assassinato enquanto outros fugiram do plenário. Antônio Carlos Magalhães, tremendo de medo, teve uma incontinência urinária. Mesmo assim, gritava: "Atira." Tenório, por fim, resolveu não atirar. Rindo da situação em que ACM se encontrava, recolheu o revólver, dizendo que "só matava homem".
O deputado Tenório Cavalcanti teve suas armas apreendidas e seus direitos políticos cassados pelo governo militar em 1964 com a interveniência direta de ACM.
Tenório jamais recuperaria seu poder, tendo morrido de pneumonia aos 80 anos, em 1987.

## Filme
A vida de Tenório Cavalcanti rendeu um filme chamado O Homem da Capa Preta, clássico do cinema brasileiro da década de 1980. Dirigido em 1986 por Sérgio Rezende, o filme ganhou os Kikitos de melhor filme, melhor música, melhor ator (José Wilker) e melhor atriz (Marieta Severo) no Festival de Gramado de 1986.
Os críticos condenaram a visão romântica apresentada pelo cineasta. Rezende argumentou da seguinte forma: “O que me fascinava na vida do Tenório Cavalcanti era a sua  característica de aventureiro (talvez até porque eu seja uma pessoa tímida). Esses personagens que fizeram coisas que eu jamais seria capaz de fazer me geram uma tremenda admiração ou uma inveja, talvez. Tenório Cavalcanti, por exemplo, é um cara poderoso, que sai de Alagoas menino, pobre, miserável e chega ao Rio de Janeiro, na Baixada Fluminense e, em vinte anos, transforma-se em um homem muito poderoso que consegue mover uma parte do mundo. E, como cineasta, eu estou procurando as coisas que deem um grande filme”.

## Genealogia
Era neto paterno de Manuel Tenório Cavalcanti de Albuquerque e de Severina da Silva Machado e, materno, de Eugênio Cordeiro de Albuquerque e de Isabel Florentina de Carvalho.
O seu avô paterno, Manuel Tenório Cavalcanti de Albuquerque, provinha de uma família importante na região, sendo filho de João Francisco de Holanda Cavalcanti de Albquerque, proprietário da grande fazenda "Lagoa de João Francisco", e de sua esposa, Ana Teresa Tenório de Albuquerque. João Francisco de Holanda Cavalcanti de Albuquerque, por sua vez, era filho de Cristóvão de Holanda de Vasconcelos e de sua esposa, Maria Joaquina Cavalcanti  sendo, assim, neto paterno de Manuel de Holanda Calheiros de Vasconcelos (filho de um Francisco de Holanda Cavalcanti) e de sua esposa, Paula Margarida da Silva. Era, então, neto materno de Filipe Neri Cavalcanti e de sua esposa, Teresa de Jesus Cavalcanti.
Por sua vez, Filipe Neri Cavalcanti era filho de Bento Leite Cavalcanti e de sua esposa, Luzia Tenório de Albuquerque, uma irmã do Capitão José Fernandes Tenório de Albuquerque. Assim, Filipe Neri Cavalcanti era neto paterno do Capitão-Mor Manuel Leite da Silva, Capitão-Mor e Regente dos Sertões de Ararobá, e de sua esposa, Maria de Araújo Cavalcanti de Albuquerque, uma pentaneta de Filippo Cavalcanti e de Arnau de Holanda e hexaneta de Jerônimo de Albuquerque. Era neto materno de José Fernandes Nogueira e de Ana Teresa Tenório, uma neta do nobre espanhol João Tenório de Molina, que veio à Pernambuco e se tornou senhor de engenho no século XVII.
Consta que o Capitão-Mor Manuel Leite da Silva era filho do fidalgo português Bento Leite de Oliveira, originário de Guimarães, e de sua esposa, Inocência da Silva Cavalcanti (filha do Capitão Manuel Ferreira da Silva, português, e de sua esposa, Ana Potência de Brito Cavalcanti).
Assim sendo, Natalício Tenório Cavalcanti de Albuquerque procede de uma das famílias mais tradicionais do nordeste, descendente em linha direta do Capitão José Fernandes Tenório de Albuquerque (1726–1789), homem de larga projeção, abastado proprietário das fazendas Santo Antônio das Varzinhas e Santa Rosa, ambas em Águas Belas. A genealogia de Natalício Tenório Cavalcanti de Albuquerque foi explorada pelo genealogista e pesquisador Eduardo Padilha dos Santos, em “Tenório Cavalcanti é Meu Parente?”.

Era parente de Walter Tenório Cavalcanti, deputado à Assembleia Legislativa de Santa Catarina na 2ª legislatura (1951 — 1955), eleito pelo Partido Social Democrático (PSD).